# Anne-Cécile Fontaine
Anne-Cécile Fontaine est une athlète française, née à Bagnolet le 4 novembre 1971, adepte de la course d'ultrafond, deux fois championne de France du 100 km et deux fois championne du monde des 24 heures. Entre 2009 et 2021, elle a été détentrice du record de France féminin des 24 heures.

## Biographie
Anne-Cécile Fontaine est championne de France du 100 km à Theillay en 2011 et à Belvès en 2013. Elle est également championne du monde des 24 heures à Bergame en 2009 et à Brive-la-Gaillarde en 2010,,, établissant un nouveau record de France de la discipline,, lequel est amélioré par Stéphanie Gicquel en 2022.

## Records personnels
Statistiques d'Anne-Cécile Fontaine d'après la Fédération française d'athlétisme (FFA) et la Deutsche Ultramarathon-Vereinigung (DUV) :
- 3 000 m marche : 23 min 47 s 0 en 2007
- 3 000 m : 11 min 35 s 33 en 2013
- 10 km route : 39 min 40 s en 2009
- Semi-marathon : 1 h 28 min 55 s en 2010
- Marathon : 2 h 59 min 46 s au marathon de Berlin en 2010[8]
- 50 km route : 4 h 8 min 44 s aux 100 km de Winschoten en 2009 (50 km split)
- 100 km route : 7 h 59 min 6 s aux championnats nationaux des étangs de Sologne en 2011
- 6 heures route : 65,393 km aux championnats du monde IAU des 24 h de Brive en 2010 (6 h split)
- 12 heures route : 131,847 km aux championnats du monde IAU des 24 h de Brive en 2010 (12 h split)
- 24 heures sur route : 243,644 km aux 24 h open race IAU WC & EC à Bergame, Italie en 2009[4],[9]
- 24 heures sur piste : 223,639 km aux 24 h Ultramarathon de Soochow à Taipei, Taïwan en 2010